# Église Saints-Pierre-et-Paul de Neder-Over-Heembeek
Pour les articles homonymes, voir Église Saints-Pierre-et-Paul.
L'église Saints-Pierre-et-Paul (en néerlandais : Sint-Pieter en Pauluskerk) est un édifice religieux catholique sis à Neder-Over-Heembeek, dans la Région bruxelloise, en Belgique. Construite en 1935 (en style art déco) pour remplacer les deux églises de Neder- et Over-Heembeek et située place Peter Benoit 1, elle est lieu de culte paroissial des deux localités.

## Histoire
Les premiers demandes pour une nouvelle église commencent dès 1911. En 1927, le conseil communal décide de la création de la nouvelle église avec un projet qui s’intègre au développement urbanistique de Neder-Over-Heembeek, notamment la création de la nouvelle place Peter Benoit. La construction de cette nouvelle église fut accélérée par l'incendie en 1932 de l'ancienne église Saint-Pierre de Neder-Heembeek (dont il reste le clocher roman). La nouvelle église fut édifiée à la limite des deux Neder-Heembeek et Over-Heembeek, les deux communes (alors villages) ayant fusionné en 1813 et formant une seule paroisse depuis 1814. L'église a également remplacé l'église Saint-Nicolas d'Over-Heembeek. Avec des dimensions de 26 mètres de large, 58 mètres de long et 37 mètres de haut, elle a remplacé les deux églises de villages devenues exiguës pour une commune fortement urbanisée à la fin du XIXe et début du XXe siècle.
La paroisse fait partie de l'Unité Pastorale des Trois Vignes (anciennement Laeken-Est).

## Bâtiment
La nouvelle église, achevée en 1935, a été conçue par Julien De Ridder. C'est une grande église en croix de style éclectique utilisant le béton armé comme élément porteur, revêtu de briques, le tout en style Art Déco. Elle est ainsi devenue l'une des premières églises de la région bruxelloise utilisé ce matériau. L'imposant portail, doté d'un large auvent en béton et de trois portes d'accès adjacentes, est flanqué de deux tours-clochers identiques, représentant chacune l'une des deux anciennes paroisses. Le sanctuaire est semi-circulaire.

## Patrimoine
L'église abrite des œuvres d'art provenant des deux anciennes églises, notamment des images de saints (XVIe-XVIIIe siècles), des peintures du XVIIe siècle, telles qu'une Sainte Famille attribuée à Théodore van Loon, une Descente de Croix de Pierre Paul Rubens et divers autres tableaux.